# Слинкин, Михаил Филантьевич
Михаи́л Фила́нтьевич Сли́нкин (5 декабря 1925 или 1925, Кама, Кондинский район — 10 августа 2007 или 2007, Симферополь) — советский и украинский востоковед, историк, специалист по истории и политике Афганистана, восточной филологии.

## Образование и военная служба
В 1943—1971 гг. проходил службу в Советской Армии. Окончил военное училище (1944), участвовал в Великой Отечественной войне в звании лейтенанта в должности командира огневого взвода миномётной батареи. Участник штурма Берлина. Окончил спецфакультет Военного института иностранных языков (1956). Воинское звание — подполковник. Владел английским, персидским и дари языками.
Кандидат исторических наук (1973; тема диссертации: «Вооружённые силы Афганистана в 1955—1971 годах»). Доктор исторических наук (2000; тема диссертации: «Приход к власти и кризис левого режима Тараки — Амина в Афганистане»).

## Экспертная и педагогическая деятельность
В 1957—1990 гг. неоднократно находился в длительных служебных командировках в Афганистане в качестве старшего переводчика, старшего референта, политического советника при высших государственных и партийных деятелях Афганистана и советника советского посольства в Кабуле. Как политический советник считал нецелесообразной произведённую по инициативе КГБ СССР замену Бабрака Кармаля на Наджибуллу на посту руководителя Демократической Республики Афганистан в 1986 году.
С 1973 года — преподаватель истории Востока и персидского языка в Таврическом национальном университете имени В. И. Вернадского. Профессор кафедры новой и новейшей истории зарубежных стран и кафедры восточной филологии.

## Награды
- Орден Отечественной войны 2-й степени (11.03.1985)
- Орден Красной Звезды (1945)
- Орден Почёта (25.11.1988)
- Орден Богдана Хмельницкого III степени (1999)
- 25 медалей, имеет ряд афганских наград

## Труды
Автор более 60 научных работ (псевдонимы: Михайлов, Rustam), в том числе:
- Русско-дари военный и технический словарь. М., 1981 (2-е издание — М., 1987).
- Внешняя политика и международные связи ДРА. М., 1984.
- История вооружённых сил Афганистана. 1747—1977. М., 1985 (в соавторстве).
- Политизация афганской армии в предвоенные годы. «Специальный бюллетень». М., ИВ АН СССР, № 6 (250), 1987.
- Афганистан: страна, люди, общество. Симферополь, 1995.
- Кто был и есть в Афганистане. «Востоковедный сборник». Симферополь, 1997.
- Афганистан, год 1980: становление режима Б. Кармаля. «Востоковедный сборник». Симферополь, 1998.
- Народно-демократическая партия у власти. Времена Тараки-Амина (1978—1979). Симферополь, 1999
- Книга для чтения. Персидский язык. 1-5-й курсы. Учебное пособие. Симферополь, 2001.
- Афганистан. Страницы истории (80—90-е гг. XX в.) // Культура народов Причерноморья. Симферополь, 2003. № 41
- Речевая практика персидского языка. 3-й курс: Учебное пособие. Симферополь, 1998 (2-е издание, исправленное и дополненное — 2003).